# Durbans
Pour les articles ayant des titres homophones, voir Durban (homonymie).
Durbans est une commune française, située dans le centre du département du Lot en région Occitanie.
Elle est également dans le causse de Gramat, le plus vaste et le plus sauvage des quatre causses du Quercy.
Exposée à un climat océanique altéré, aucun cours d'eau permanent n'est répertorié sur la commune. Incluse dans le bassin de la Dordogne, la commune possède un patrimoine naturel remarquable : un site Natura 2000 (la « zone centrale du causse de Gramat ») et deux zones naturelles d'intérêt écologique, faunistique et floristique.
Durbans est une commune rurale qui compte 160 habitants en 2022, après avoir connu un pic de population de 563 habitants en 1856. Elle fait partie de l'aire d'attraction de Gramat. Ses habitants sont appelés les Durbansiens ou  Durbansiennes.

## Géographie

### Généralités

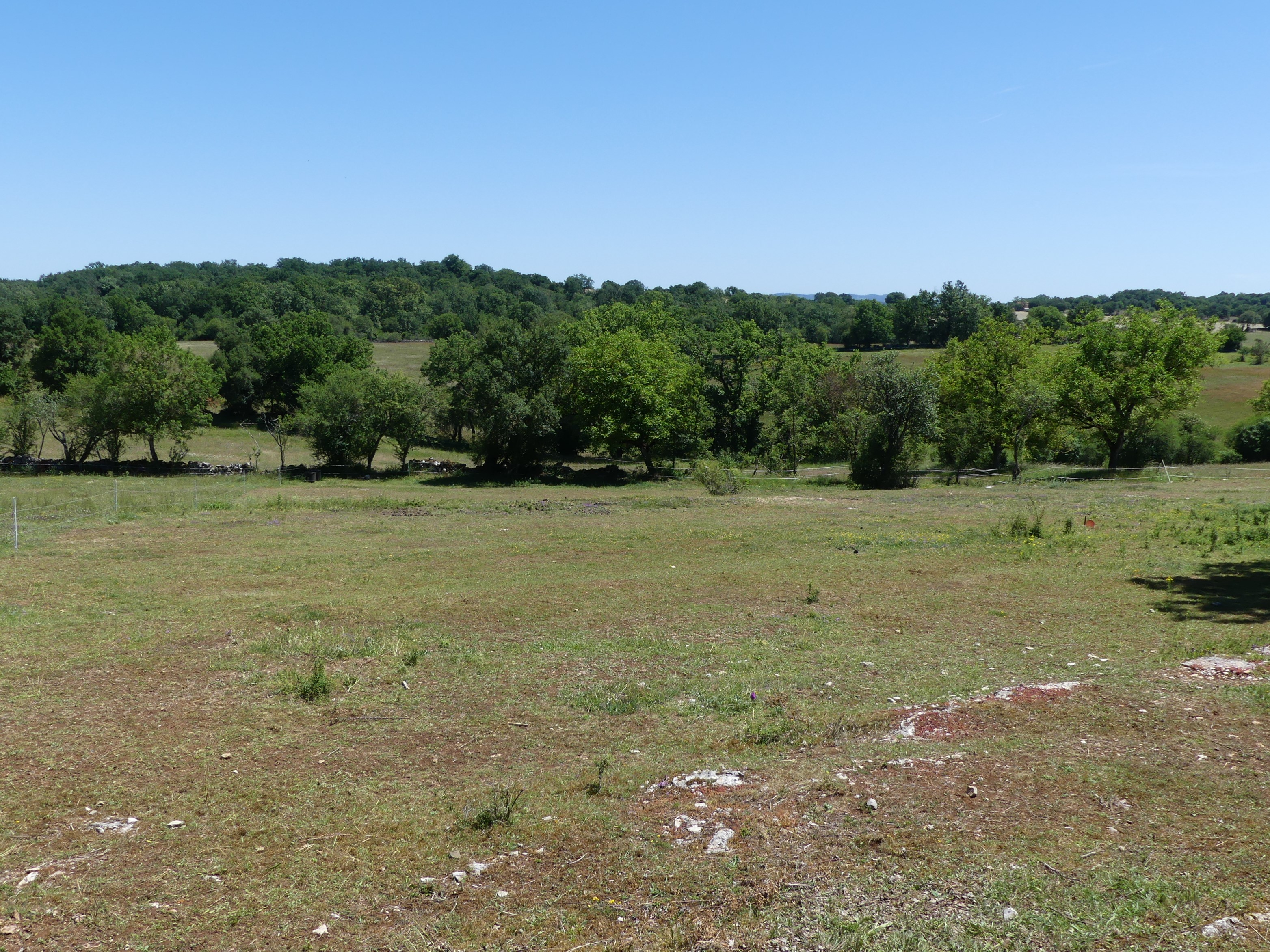
Paysage en bordure du hameau de Ladignac.

Située sur la route de Gramat à Figeac, la commune de Durbans comporte quatre hameaux :
- Ladignac, où se trouve la mairie ;
- Pradelle ;
- la Salle, à côté de l'aérodrome de Figeac-Livernon ;
- la Traule.

### Communes limitrophes
Durbans est limitrophe de huit autres communes.
Deux autres communes sont très proches de son territoire : Sonac à environ 120 mètres à l'est, et Thémines à environ 180 mètres au nord-est.
Les communes limitrophes sont  Cœur de Causse, Espédaillac, Flaujac-Gare, Livernon, Lunegarde, Quissac-en-Quercy, Reilhac et Saint-Simon.
| Reilhac        | Flaujac-Gare | Saint-Simon |
| Lunegarde      | Durbans      | Livernon    |
| Cœur de Causse | Quissac      | Espédaillac |

### Climat
Pour des articles plus généraux, voir Climat de l'Occitanie et Climat du Lot.
En 2010, le climat de la commune est de type climat océanique altéré, selon une étude s'appuyant sur une série de données couvrant la période 1971-2000. En 2020, Météo-France publie une typologie des climats de la France métropolitaine dans laquelle la commune est dans une zone de transition entre le climat océanique altéré et le climat de montagne ou de marges de montagne et est dans la région climatique Ouest et nord-ouest du Massif Central, caractérisée par une pluviométrie annuelle de 900 à 1 500 mm, maximale en automne et en hiver.
Pour la période 1971-2000, la température annuelle moyenne est de 11,3 °C, avec une amplitude thermique annuelle de 16,4 °C. Le cumul annuel moyen de précipitations est de 1 012 mm, avec 11,6 jours de précipitations en janvier et 6,7 jours en juillet. Pour la période 1991-2020, la température moyenne annuelle observée sur la station météorologique la plus proche, située sur la commune de Lunegarde à 7 km à vol d'oiseau, est de 12,6 °C et le cumul annuel moyen de précipitations est de 828,1 mm,. Pour l'avenir, les paramètres climatiques de la commune estimés pour 2050 selon différents scénarios d’émission de gaz à effet de serre sont consultables sur un site dédié publié par Météo-France en novembre 2022.

### Milieux naturels et biodiversité

#### Espaces protégés
La protection réglementaire est le mode d’intervention le plus fort pour préserver des espaces naturels remarquables et leur biodiversité associée,.
La commune fait partie du parc naturel régional des Causses du Quercy, un espace protégé créé en 1999 et d'une superficie de 183 039 ha, qui s'étend sur 102 communes du département du Lot. La cohérence du territoire du Parc s’est fondée sur l’unité géologique d’un même socle de massif karstique, entaillé de profondes vallées. Le périmètre repose sur une unité de paysages autour de la pierre et du bâti (souvent en pierre sèche), de l’empreinte des pelouses sèches et du pastoralisme et de l’omniprésence des patrimoines naturels et culturels,. Ce parc a été classé Géoparc en mai 2017 sous la dénomination « géoparc des causses du Quercy », faisant dès lors partie du réseau mondial des Géoparcs, soutenu par l’UNESCO,.
La commune fait également partie de la zone de transition du bassin de la Dordogne, un territoire d'une superficie de 1 880 258 ha reconnu réserve de biosphère par l'UNESCO en juillet 2012,.

#### Réseau Natura 2000

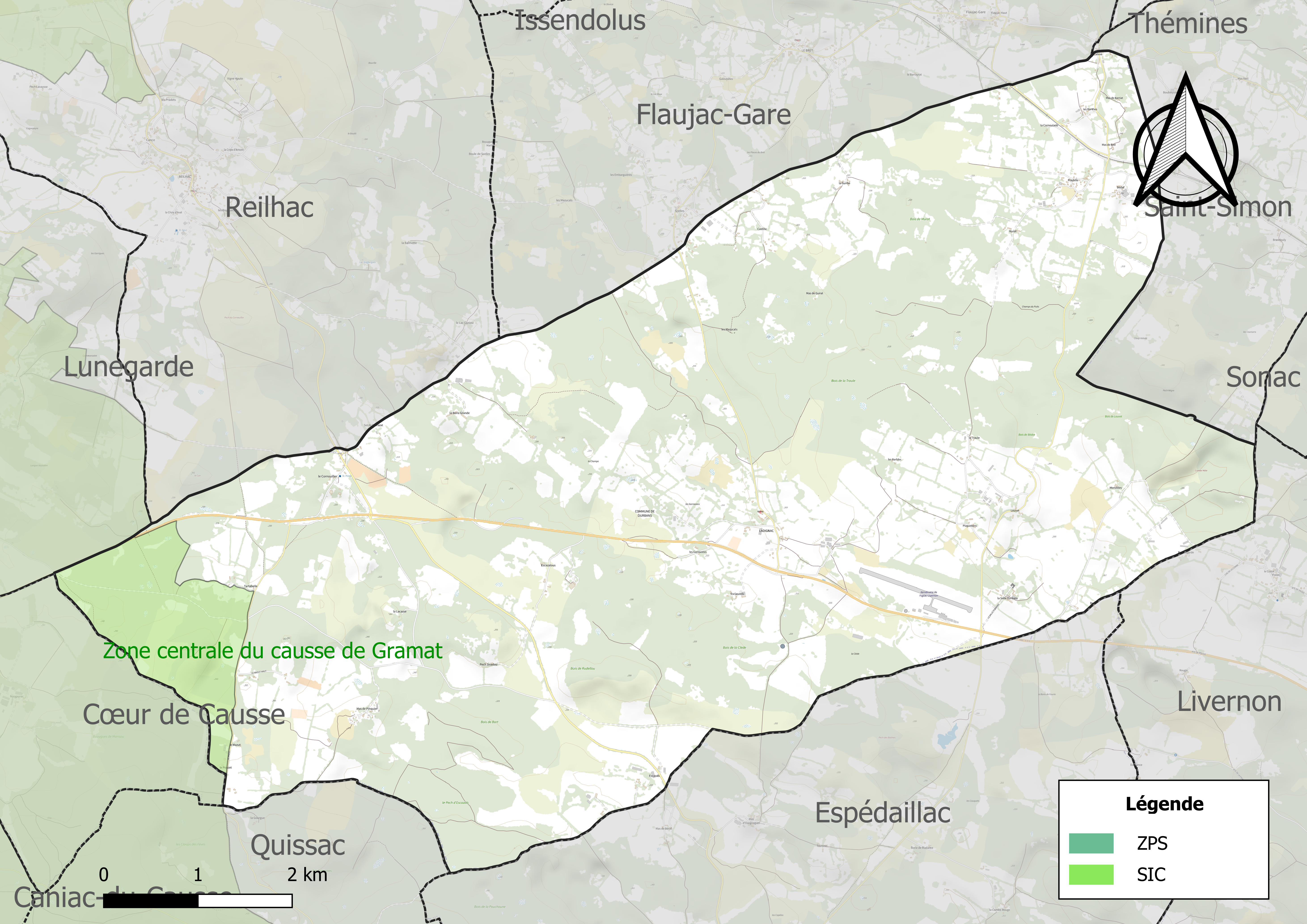
Site Natura 2000 sur le territoire communal.

Le réseau Natura 2000 est un réseau écologique européen de sites naturels d'intérêt écologique élaboré à partir des directives habitats et oiseaux, constitué de zones spéciales de conservation (ZSC) et de zones de protection spéciale (ZPS).
Un site Natura 2000 a été défini sur la commune au titre de la directive habitats : la « Zone centrale du causse de Gramat », d'une superficie de 6 413 ha, un site comprenant diverses espèces remarquables d'orthoptères (Stenobothrus nigromaculatus, Arcyptera fusca, Oedaleus decorus), de lépidptères (Brenthis hecate, Chazara briseis, Polyommatus dorylas) et de coléoptères (Cyrtonus dufouri, Chrysolina femoralis, Chrysolina obscurella).

#### Zones naturelles d'intérêt écologique, faunistique et floristique

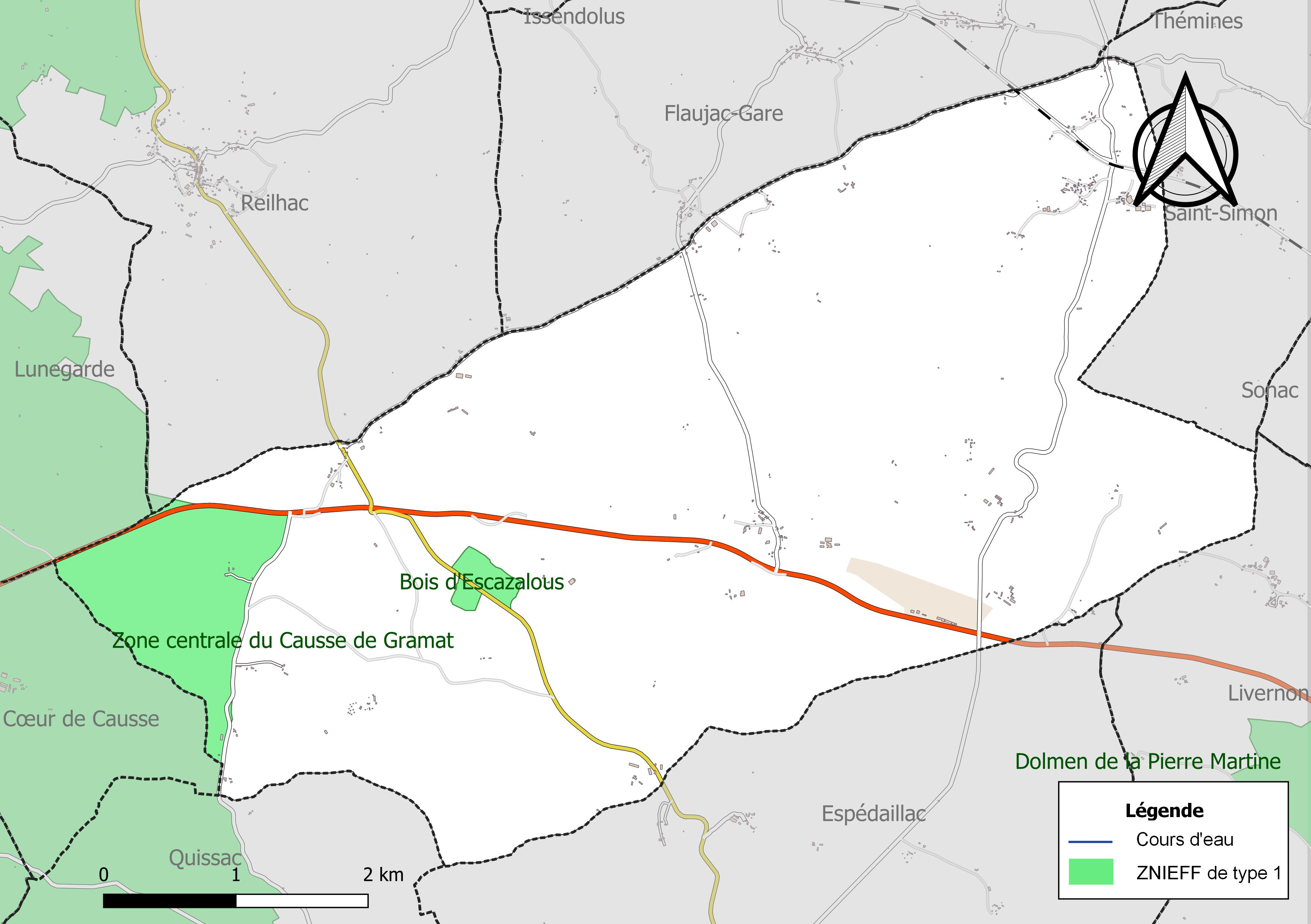
Carte des ZNIEFF de type 1 localisées sur la commune.

L’inventaire des zones naturelles d'intérêt écologique, faunistique et floristique (ZNIEFF) a pour objectif de réaliser une couverture des zones les plus intéressantes sur le plan écologique, essentiellement dans la perspective d’améliorer la connaissance du patrimoine naturel national et de fournir aux différents décideurs un outil d’aide à la prise en compte de l’environnement dans l’aménagement du territoire.
Deux ZNIEFF de type 1 sont recensées sur la commune :
le « bois d'Escazalous » (15 ha) et 
la « zone centrale du causse de Gramat » (7 127 ha), couvrant 11 communes du département.

## Urbanisme

### Typologie
Au 1er janvier 2024, Durbans est catégorisée commune rurale à habitat très dispersé, selon la nouvelle grille communale de densité à sept niveaux définie par l'Insee en 2022.
Elle est située hors unité urbaine. Par ailleurs la commune fait partie de l'aire d'attraction de Gramat, dont elle est une commune de la couronne,. Cette aire, qui regroupe 18 communes, est catégorisée dans les aires de moins de 50 000 habitants,.

### Occupation des sols
L'occupation des sols de la commune, telle qu'elle ressort de la base de données européenne d’occupation biophysique des sols Corine Land Cover (CLC), est marquée par l'importance des forêts et milieux semi-naturels (71,9 % en 2018), en diminution par rapport à 1990 (74,7 %). La répartition détaillée en 2018 est la suivante : 
milieux à végétation arbustive et/ou herbacée (40,7 %), forêts (31,3 %), prairies (23,4 %), zones agricoles hétérogènes (3,7 %), espaces verts artificialisés, non agricoles (0,9 %). L'évolution de l’occupation des sols de la commune et de ses infrastructures peut être observée sur les différentes représentations cartographiques du territoire : la carte de Cassini (XVIIIe siècle), la carte d'état-major (1820-1866) et les cartes ou photos aériennes de l'IGN pour la période actuelle (1950 à aujourd'hui).

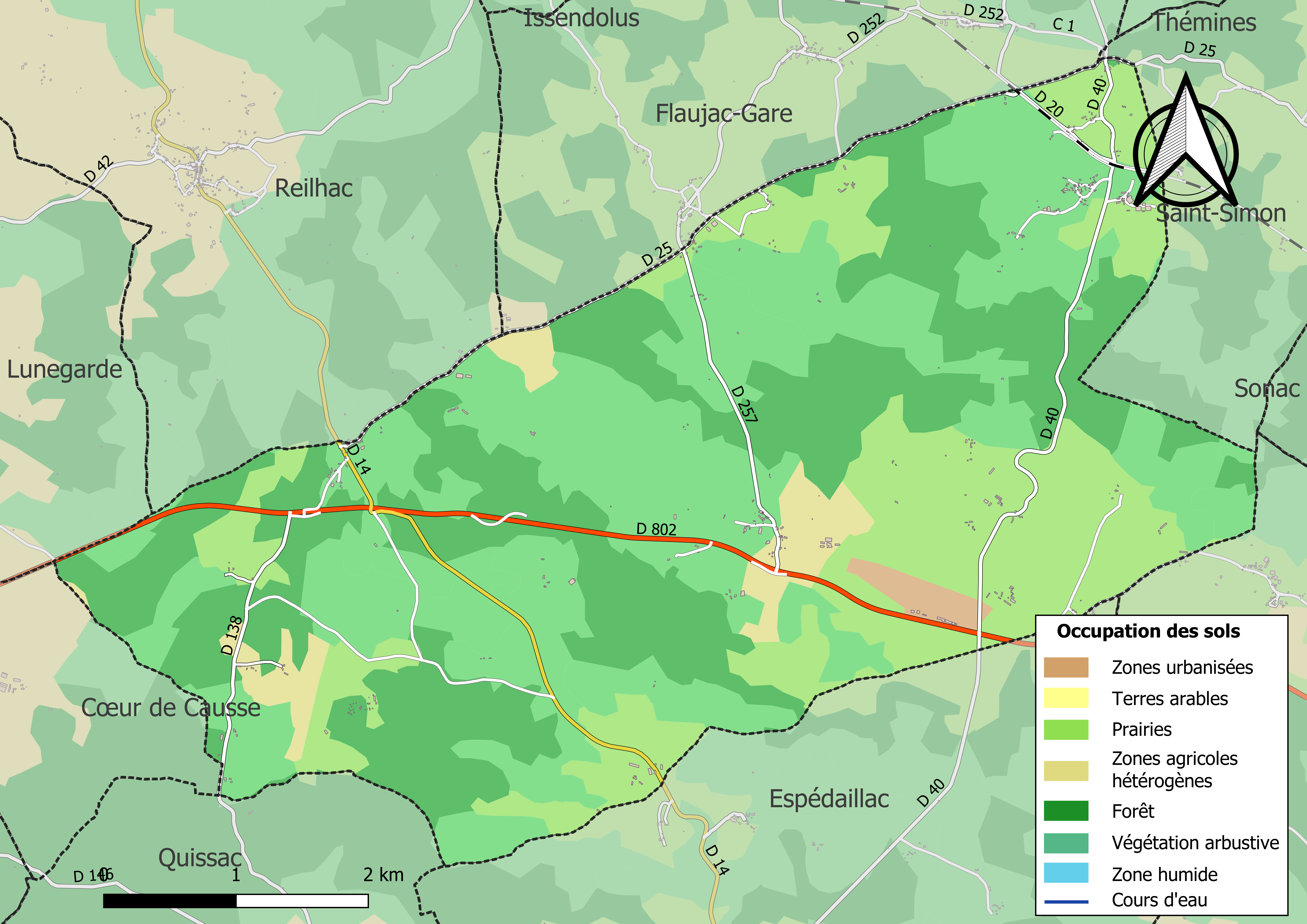
Carte des infrastructures et de l'occupation des sols de la commune en 2018 (CLC).

### Risques majeurs
Le territoire de la commune de Durbans est vulnérable à différents aléas naturels : météorologiques (tempête, orage, neige, grand froid, canicule ou sécheresse), feux de forêts, mouvements de terrains et séisme (sismicité très faible). Il est également exposé à un risque technologique, le transport de matières dangereuses. Un site publié par le BRGM permet d'évaluer simplement et rapidement les risques d'un bien localisé soit par son adresse soit par le numéro de sa parcelle.

#### Risques naturels
Durbans est exposée au risque de feu de forêt. Un plan départemental de protection des forêts contre les incendies a été approuvé par arrêté préfectoral le 30 novembre 2015 pour la période 2015-2025. Les propriétaires doivent ainsi couper les broussailles, les arbustes et les branches basses sur une profondeur de 50 mètres, aux abords des constructions, chantiers, travaux et installations de toute nature, situées à moins de 200 mètres de terrains en nature
de bois, forêts, plantations, reboisements, landes ou friches. Le brûlage des déchets issus de l’entretien des parcs et jardins des ménages et des collectivités est interdit. L’écobuage est également interdit, ainsi que les feux de type méchouis et barbecues, à l’exception de ceux prévus dans des installations fixes (non situées sous couvert d'arbres) constituant une dépendance d'habitation.

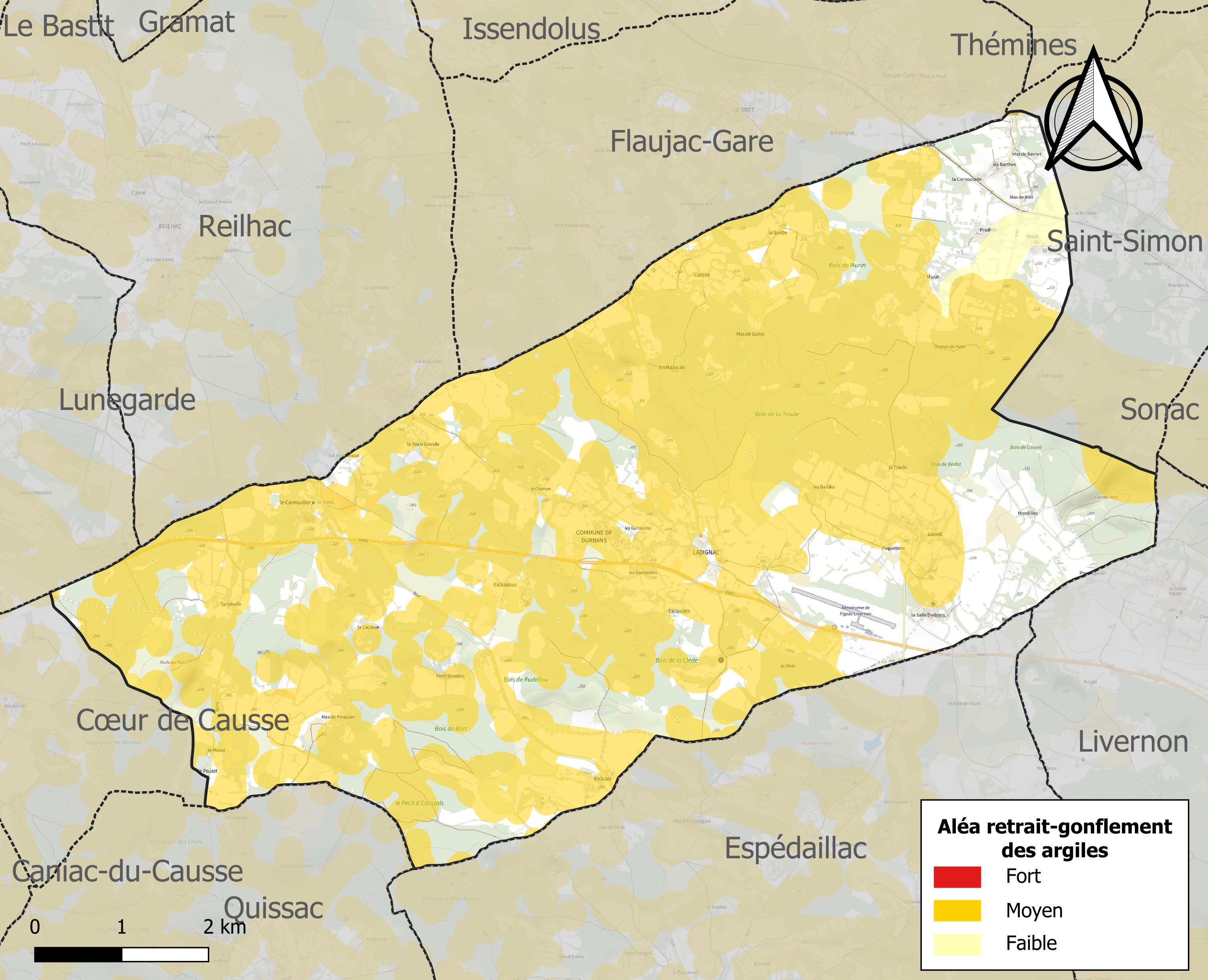
Carte des zones d'aléa retrait-gonflement des sols argileux de Durbans.

Les mouvements de terrains susceptibles de se produire sur la commune sont des affaissements et effondrements liés aux cavités souterraines (hors mines). Par ailleurs, afin de mieux appréhender le risque d’affaissement de terrain, l'inventaire national des cavités souterraines permet de localiser celles situées sur la commune.
Le retrait-gonflement des sols argileux est susceptible d'engendrer des dommages importants aux bâtiments en cas d’alternance de périodes de sécheresse et de pluie. 70,8 % de la superficie communale est en aléa moyen ou fort (67,7 % au niveau départemental et 48,5 % au niveau national). Sur les 125 bâtiments dénombrés sur la commune en 2019, 74 sont en aléa moyen ou fort, soit 59 %, à comparer aux 72 % au niveau départemental et 54 % au niveau national. Une cartographie de l'exposition du territoire national au retrait gonflement des sols argileux est disponible sur le site du BRGM,.
Par ailleurs, afin de mieux appréhender le risque d’affaissement de terrain, l'inventaire national des cavités souterraines permet de localiser celles situées sur la commune.
La commune a été reconnue en état de catastrophe naturelle au titre des dommages causés par les inondations et coulées de boue survenues en 1982 et 1999. Concernant les mouvements de terrains, la commune a été reconnue en état de catastrophe naturelle au titre des dommages causés par des mouvements de terrain en 1999.

#### Risques technologiques
Le risque de transport de matières dangereuses sur la commune est lié à sa traversée par une route à fort trafic et une ligne de chemin de fer. Un accident se produisant sur de telles infrastructures est susceptible d’avoir des effets graves sur les biens, les personnes ou l'environnement, selon la nature du matériau transporté. Des dispositions d’urbanisme peuvent être préconisées en conséquence.

## Toponymie
Le toponyme Durbans serait basé soit sur un anthroponyme suivi de -anum, soit sur les mots gaulois duro (fortification) et banno(n) (corne), soit par le nom d'un nouvel arrivant.

## Histoire
De 1938 à 1940, un dépôt de munitions exclusivement chimiques se trouvait sur le territoire de la commune de Durbans. Le camp a été installé par 300 réfugiés espagnols, militaires de l'armée républicaine, défaite par Franco pendant la guerre d'Espagne. Les munitions toxiques provenaient du dépôt principal de La Ferté-Hauterive qui risquait de subir des bombardements. Elles furent apportés par camions et par trains. Une voie étroite, de type Decauville, fut construite de la gare d'Assier à Durbans. Environ 420 tonnes de produits chimiques étaient contenues dans 600 000 grenades d'aviation n°61 chargées en ypérite et 9 600 artifices Z5 contenant de l'adamsite. Au démantèlement du camp, les grenades furent déplacées pour être immergés au large de Toulon et les engins Z5 furent emportées par l'occupant vers l'Allemagne. Les munitions présentant des fuites ont été enfouies sur place.
En 1985, c'est sur le territoire de Durbans que se produit l'accident ferroviaire de Flaujac, qui cause la mort de 35 personnes.

## Politique et administration
| Période                                  | Période  | Identité             | Étiquette | Qualité |
| ---------------------------------------- | -------- | -------------------- | --------- | ------- |
| Les données manquantes sont à compléter. |          |                      |           |         |
| 1793                                     | 1799     | Philippe Lavaissière |           |         |
| 1800                                     | 1823     | Joseph Moizan        |           |         |
| 1824                                     | 1832     | Raymond Sasmayoux    |           |         |
| 1832                                     | 1837     | Carayrol             |           |         |
| 1837                                     | 1840     | Félix Sasmayoux      |           |         |
| 1840                                     | 1855     | Antoine Pegourie     |           |         |
| 1855                                     | 1860     | Jean Turenne         |           |         |
| 1860                                     | 1880     | Antoine Pegourie     |           |         |
| 1881                                     | 1902     | Jean Jules Pegourie  |           |         |
|                                          |          |                      |           |         |
| 2001                                     | En cours | Henri Gratias        |           |         |

## Démographie
L'évolution du nombre d'habitants est connue à travers les recensements de la population effectués dans la commune depuis 1793. Pour les communes de moins de 10 000 habitants, une enquête de recensement portant sur toute la population est réalisée tous les cinq ans, les populations de référence des années intermédiaires étant quant à elles estimées par interpolation ou extrapolation. Pour la commune, le premier recensement exhaustif entrant dans le cadre du nouveau dispositif a été réalisé en 2006.

En 2022, la commune comptait 160 habitants, en évolution de +15,11 % par rapport à 2016 (Lot : +1,31 %, France hors Mayotte : +2,11 %).
| 1793 | 1800 | 1806 | 1821 | 1831 | 1836 | 1841 | 1846 | 1851 |
| ---- | ---- | ---- | ---- | ---- | ---- | ---- | ---- | ---- |
| 322  | 313  | 355  | 461  | 444  | 509  | 479  | 522  | 538  |

| 1856 | 1861 | 1866 | 1872 | 1876 | 1881 | 1886 | 1891 | 1896 |
| ---- | ---- | ---- | ---- | ---- | ---- | ---- | ---- | ---- |
| 563  | 559  | 501  | 504  | 521  | 536  | 507  | 503  | 444  |

| 1901 | 1906 | 1911 | 1921 | 1926 | 1931 | 1936 | 1946 | 1954 |
| ---- | ---- | ---- | ---- | ---- | ---- | ---- | ---- | ---- |
| 422  | 398  | 350  | 285  | 252  | 238  | 228  | 226  | 206  |

| 1962 | 1968 | 1975 | 1982 | 1990 | 1999 | 2006 | 2011 | 2016 |
| ---- | ---- | ---- | ---- | ---- | ---- | ---- | ---- | ---- |
| 186  | 157  | 131  | 131  | 116  | 127  | 145  | 123  | 139  |

| 2021 | 2022 | - | - | - | - | - | - | - |
| ---- | ---- | - | - | - | - | - | - | - |
| 156  | 160  | - | - | - | - | - | - | - |

## Économie

### Emploi
|                | 2008   | 2013  | 2018   |
| -------------- | ------ | ----- | ------ |
| Commune        | 10,1 % | 3,9 % | 11,6 % |
| Département    | 7,3 %  | 8,9 % | 9,6 %  |
| France entière | 8,3 %  | 10 %  | 10 %   |

En 2018, la population âgée de 15 à 64 ans s'élève à 71 personnes, parmi lesquelles on compte 79,7 % d'actifs (68,1 % ayant un emploi et 11,6 % de chômeurs) et 20,3 % d'inactifs,. Depuis 2008, le taux de chômage communal (au sens du recensement) des 15-64 ans est supérieur à celui de la France et du département.
La commune fait partie de la couronne de l'aire d'attraction de Gramat, du fait qu'au moins 15 % des actifs travaillent dans le pôle,. Elle compte 29 emplois en 2018, contre 26 en 2013 et 28 en 2008. Le nombre d'actifs ayant un emploi résidant dans la commune est de 52, soit un indicateur de concentration d'emploi de 55,5 % et un taux d'activité parmi les 15 ans ou plus de 50 %.
Sur ces 52 actifs de 15 ans ou plus ayant un emploi, 21 travaillent dans la commune, soit 40 % des habitants. Pour se rendre au travail, 72 % des habitants utilisent un véhicule personnel ou de fonction à quatre roues, 4 % les transports en commun, 4 % s'y rendent en deux-roues, à vélo ou à pied et 20 % n'ont pas besoin de transport (travail au domicile).

### Activités hors agriculture
25 établissements sont implantés  à Durbans au 31 décembre 2019.
Le secteur de l'industrie manufacturière, des industries extractives et autres est prépondérant sur la commune puisqu'il représente 52 % du nombre total d'établissements de la commune (13 sur les 25 entreprises implantées  à Durbans), contre 14 % au niveau départemental.

### Agriculture
La commune est dans les Causses », une petite région agricole occupant une grande partie centrale du département du Lot. En 2020, l'orientation technico-économique de l'agriculture  sur la commune est l'élevage d'ovins ou de caprins.
|               | 1988  | 2000  | 2010  | 2020  |
| ------------- | ----- | ----- | ----- | ----- |
| Exploitations | 22    | 23    | 16    | 15    |
| SAU (ha)      | 1 406 | 1 272 | 1 117 | 2 177 |

Le nombre d'exploitations agricoles en activité et ayant leur siège dans la commune est passé de 22 lors du recensement agricole de 1988  à 23 en 2000 puis à 16 en 2010 et enfin à 15 en 2020, soit une baisse de 32 % en 32 ans. Le même mouvement est observé à l'échelle du département qui a perdu pendant cette période 60 % de ses exploitations,. La surface agricole utilisée sur la commune est restée relativement stable, passant de 1406 ha en 1988 à 2177 ha en 2020. Parallèlement la surface agricole utilisée moyenne par exploitation a augmenté, passant de 64 à 145 ha.

## Culture locale et patrimoine

### Lieux et monuments
- Particularité de la commune : Durbans ne possède ni église, ni cimetière !
- La Chapelle Notre-Dame-de-l'Assomption au hameau du Cornouiller, construite en 1857[45].
- L'aérodrome de Figeac-Livernon.
- Le dolmen d'Escazals.
- Le dolmen de La Borie Grande : dolmen double, les deux chambres sépulcrales sont placées dans le prolongement l'une de l'autre avec une orientation ouest-est. La chambre ouest est plus petite et plus basse que la chambre Est. Toutes deux ont conservé leur table mais celle de la chambre Est est cassée en deux morceaux inégaux. 44° 41′ 01″ N, 1° 44′ 47″ E
- Le dolmen de Peyre de l'Homme, appelé aussi dolmen des Combarols : ce dolmen est exceptionnel par les dimensions de ses éléments architecturaux et par l'état de préservation de ceux-ci. Il est difficile de reconnaître son type : à chambre double ou à chambre simple longue : 4,7 m. Les dalles de chevet et  de fermeture sont toujours en place. Sa table d'épaisseur 42 cm a été cassée et déplacée, trois morceaux sont encore présents. Son tumulus est visible : diamètre 25 m pour 1,3 m de hauteur. Il est inscrit au titre des monuments historiques en 2011[46]. Aux alentours, on trouve les ruines d'un riche patrimoine, bâti avec de grandes dalles de pierre : pierre de clède de même épaisseur que la table du dolmen, citerne couverte par deux dalles de 2,5 m x 1,5 m x 18 cm dont une intacte, maison aux encadrements de porte monumentaux, éléments protégeant l'entrée d'une citerne. On remarque aussi de nombreuses dalles jonchant les environs 44° 41′ 30″ N, 1° 47′ 11″ E
- Les dolmens des Roques : dolmen no 1 44° 41′ 30″ N, 1° 47′ 52″ E, le dolmen no 2 est inscrit au titre des monuments historiques en 2012[47]. 44° 41′ 31″ N, 1° 47′ 54″ E
- Le dolmen du Verdier-Petit : c'est un dolmen simple mais monumental dont la table (5,40 mètres de long par 2,90 mètres de large pour 0,40 mètre d’épaisseur, estimation 12 tonnes) est recouverte de pierres accumulées depuis par les cultivateurs en épierrant le champ où il se dresse. La chambre sépulcrale mesure 3,60 mètres de long pour 1,30 mètre de large et 1,20 mètre de haut. Elle est fermée par une murette en pierres sèches de construction récente en vue d'un usage agricole[48]. 44° 40′ 36″ N, 1° 46′ 58″ E

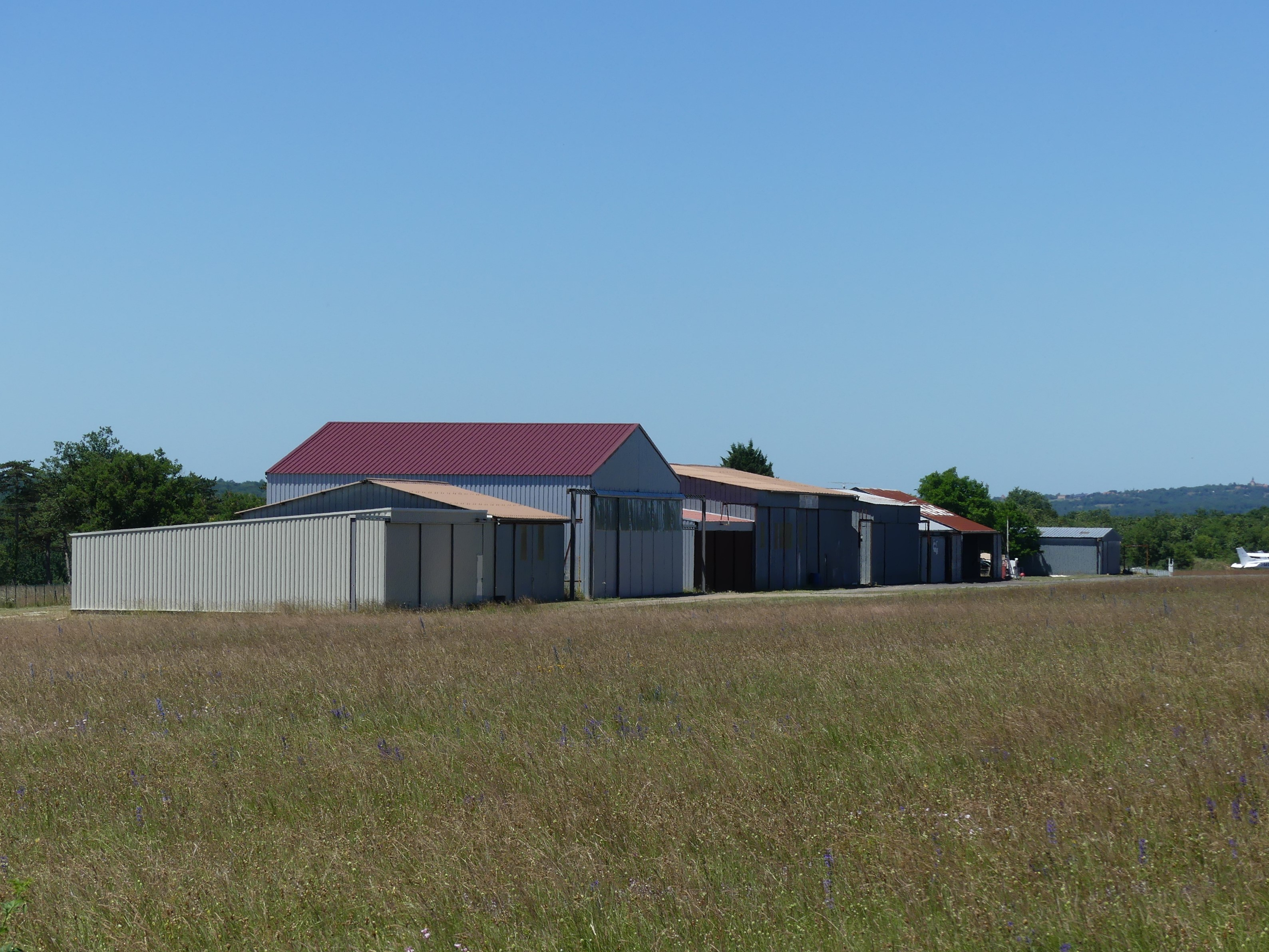
Les bâtiments de l'aérodrome de Figeac-Livernon.
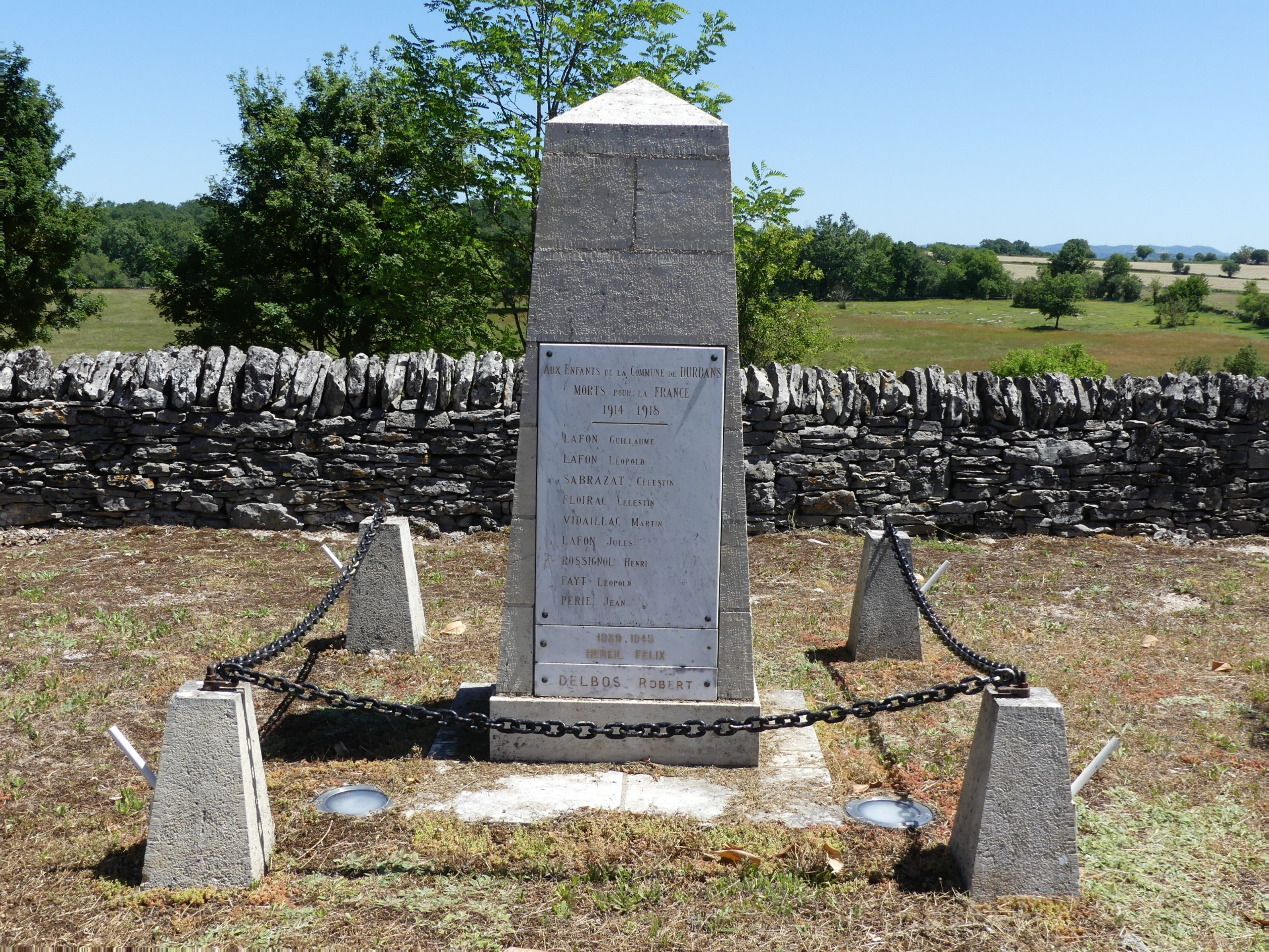
Le monument aux morts de Durbans, à Ladignac.
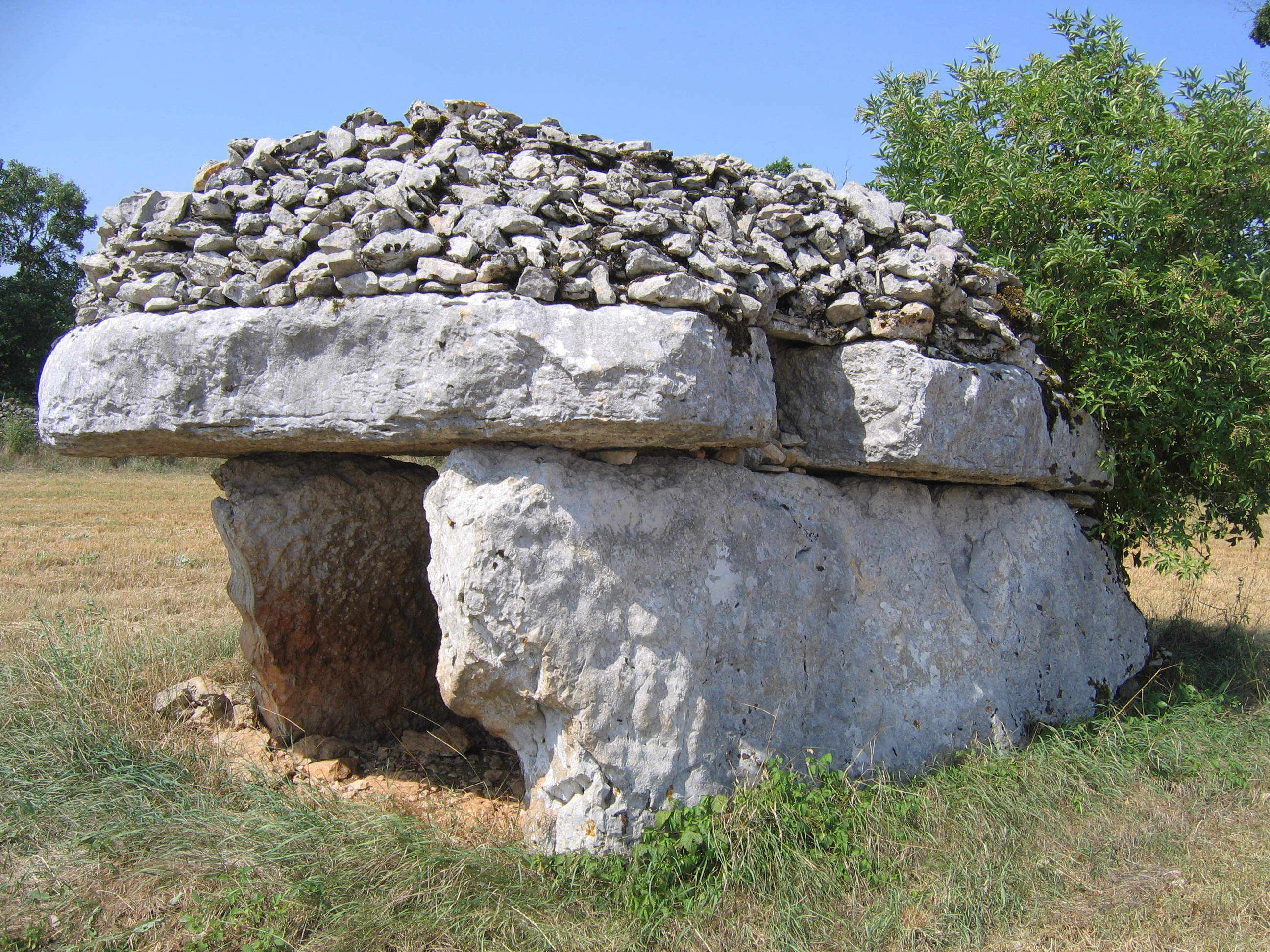
Le dolmen du Verdier-Petit.
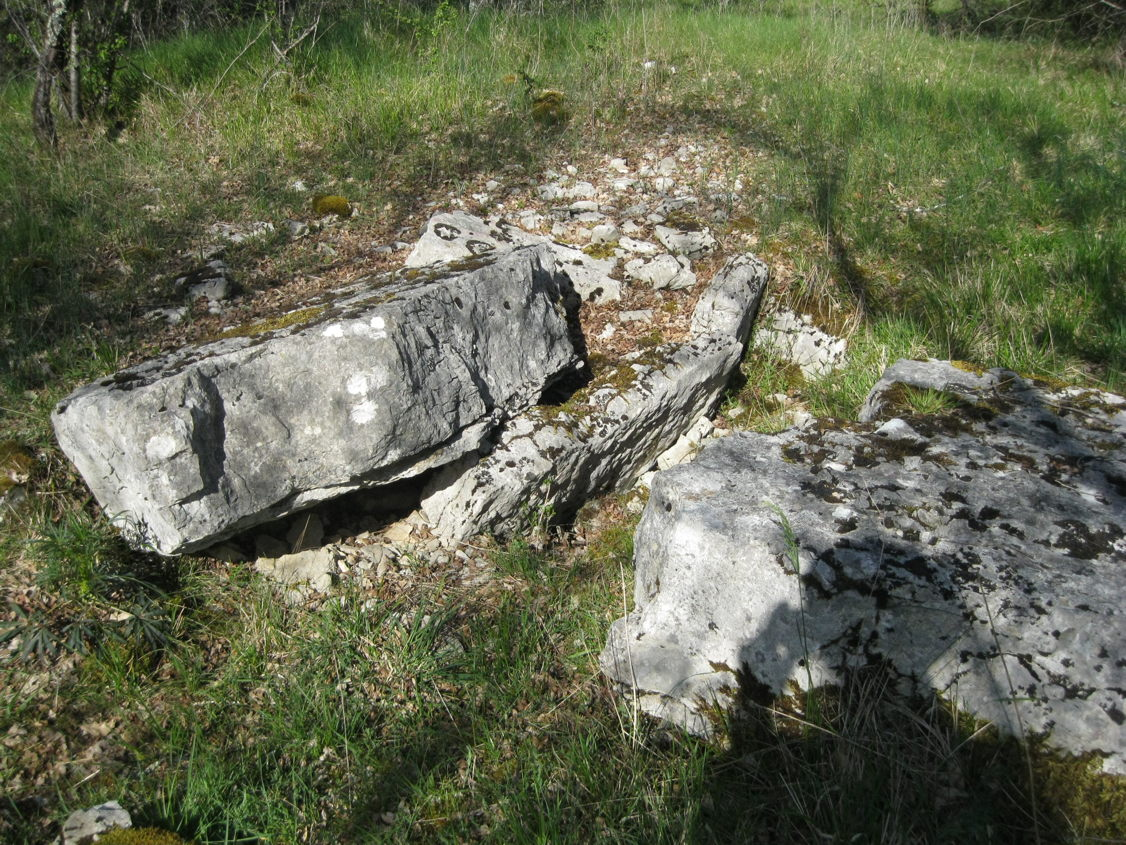
Le dolmen des Combarols.

#### Site de l'Insee
1. ↑  « La grille communale de densité », sur le site de l'Insee, 28 mai 2024 (consulté le 28 juin 2024).
2. 1 2  Insee, « Métadonnées de la commune de Durbans ».
3. ↑  « Liste des communes composant l'aire d'attraction de Gramat », sur le site de l'Insee (consulté le 28 juin 2024).
4. ↑  Marie-Pierre de Bellefon, Pascal Eusebio, Jocelyn Forest, Olivier Pégaz-Blanc et Raymond Warnod (Insee), « En France, neuf personnes sur dix vivent dans l’aire d’attraction d’une ville », sur le site de l'Insee, 21 octobre 2020 (consulté le 28 juin 2024).
5. 1 2  « Emp T1 - Population de 15 à 64 ans par type d'activité en 2018 à Durbans » (consulté le 5 février 2022).
6. ↑  « Emp T1 - Population de 15 à 64 ans par type d'activité en 2018 dans le Lot » (consulté le 5 février 2022).
7. ↑  « Emp T1 - Population de 15 à 64 ans par type d'activité en 2018 dans la France entière » (consulté le 5 février 2022).
8. ↑  « Base des aires d'attraction des villes 2020 », sur site de l'Insee (consulté le 10 avril 2021).
9. ↑  « Emp T5 - Emploi et activité en 2018 à Durbans » (consulté le 5 février 2022).
10. ↑  « ACT T4 - Lieu de travail des actifs de 15 ans ou plus ayant un emploi qui résident dans la commune en 2018 » (consulté le 5 février 2022).
11. ↑  « ACT G2 - Part des moyens de transport utilisés pour se rendre au travail en 2018 » (consulté le 5 février 2022).
12. ↑  « DEN T5 - Nombre d'établissements par secteur d'activité au 31 décembre 2019 à Durbans » (consulté le 14 février 2022).
13. ↑  « DEN T5 - Nombre d'établissements par secteur d'activité au 31 décembre 2019 dans le Lot » (consulté le 14 février 2022).

#### Autres sources
1. ↑  Carte IGN sous Géoportail
2. 1 2  Daniel Joly, Thierry Brossard, Hervé Cardot, Jean Cavailhes, Mohamed Hilal et Pierre Wavresky, « Les types de climats en France, une construction spatiale », Cybergéo, revue européenne de géographie - European Journal of Geography, no 501,‎ 18 juin 2010 (DOI 10.4000/cybergeo.23155, lire en ligne, consulté le 14 novembre 2023)
3. ↑  « Zonages climatiques en France métropolitaine. », sur pluiesextremes.meteo.fr (consulté le 14 novembre 2023).
4. ↑  « Orthodromie entre Durbans et Lunegarde », sur fr.distance.to (consulté le 14 novembre 2023).
5. ↑  « Station Météo-France « Lunegarde » (commune de Lunegarde) - fiche climatologique - période 1991-2020 », sur donneespubliques.meteofrance.fr (consulté le 14 novembre 2023).
6. ↑  « Station Météo-France « Lunegarde » (commune de Lunegarde) - fiche de métadonnées. », sur donneespubliques.meteofrance.fr (consulté le 14 novembre 2023).
7. ↑  « Climadiag Commune : diagnostiquez les enjeux climatiques de votre collectivité. », sur meteofrance.fr, novembre 2022 (consulté le 14 novembre 2023).
8. ↑  « Les espaces protégés. », sur le site de l'INPN (consulté le 10 mai 2022).
9. ↑  « Liste des espaces protégés sur la commune », sur le site de l'inventaire national du patrimoine naturel (consulté le 2 septembre 2021).
10. ↑  « Le parc naturel régional des Causses du Quercy – charte 2012-2024 », sur parc-causses-du-quercy.fr (consulté le 8 mai 2021).
11. ↑  [PDF]« Le parc naturel régional des Causses du Quercy – charte 2012-2024 - le rapport », sur parc-causses-du-quercy.fr (consulté le 8 mai 2021).
12. ↑  « - fiche descriptive », sur le site de l'inventaire national du patrimoine naturel (consulté le 1er septembre 2021).
13. ↑  « le géoparc des Causses du Quercy »(Archive.org • Wikiwix • Archive.is • Google • Que faire ?), sur le site des Géoparks de l'Unesco (consulté le 26 août 2021).
14. ↑  « Géoparc des Causses du Quercy - fiche descriptive », sur le site de l'inventaire national du patrimoine naturel (consulté le 1er septembre 2021).
15. ↑  « Réserve de biosphère du bassin de la Dordogne », sur mab-france.org (consulté le 2 septembre 2021).
16. ↑  « Bassin de la Dordogne - zone de transition - fiche descriptive », sur le site de l'inventaire national du patrimoine naturel (consulté le 1er septembre 2021).
17. ↑  Réseau européen Natura 2000, Ministère de la transition écologique et solidaire
18. ↑  « Liste des zones Natura 2000 de la commune de Durbans », sur le site de l'Inventaire national du patrimoine naturel (consulté le 2 septembre 2021).
19. ↑  « site Natura 2000 FR7300909 - fiche descriptive », sur le site de l'inventaire national du patrimoine naturel (consulté le 2 septembre 2021).
20. ↑  « Liste des ZNIEFF de la commune de Durbans », sur le site de l'Inventaire national du patrimoine naturel (consulté le 2 septembre 2021).
21. ↑  « ZNIEFF le « bois d'Escazalous » - fiche descriptive », sur le site de l'inventaire national du patrimoine naturel (consulté le 2 septembre 2021).
22. ↑  « ZNIEFF la « zone centrale du causse de Gramat » - fiche descriptive », sur le site de l'inventaire national du patrimoine naturel (consulté le 2 septembre 2021).
23. ↑  « CORINE Land Cover (CLC) - Répartition des superficies en 15 postes d'occupation des sols (métropole). », sur le site des données et études statistiques du ministère de la Transition écologique. (consulté le 14 avril 2021).
24. 1 2  « Les risques près de chez moi - commune de Durbans », sur Géorisques (consulté le 17 octobre 2022).
25. ↑  BRGM, « Évaluez simplement et rapidement les risques de votre bien », sur Géorisques (consulté le 13 septembre 2022).
26. ↑  « Dossier départemental des risques majeurs dans le Lot », sur lot.gouv.fr (consulté le 13 septembre 2022).
27. ↑  « Dossier départemental des risques majeurs dans le Lot », sur lot.gouv.fr (consulté le 13 septembre 2022), chapitre Mouvements de terrain.
28. 1 2  « Liste des cavités souterraines localisées sur la commune de Durbans », sur georisques.gouv.fr (consulté le 13 septembre 2022).
29. ↑  « Retrait-gonflement des argiles », sur le site de l'observatoire national des risques naturels (consulté le 13 septembre 2022).
30. ↑  « Dossier départemental des risques majeurs dans le Lot », sur lot.gouv.fr (consulté le 13 septembre 2022), chapitre Risque transport de matières dangereuses.
31. ↑  Gaston Bazalgues, À la découverte des noms de lieux du Quercy : Toponymie lotoise, Gourdon, Éditions de la Bouriane et du Quercy, juin 2002, 127 p. (ISBN 2-910540-16-2), p. 42.
32. 1 2 3  « EP Militaire: Assier - La Salle Durbans », sur trainsdumidi.com (consulté le 23 décembre 2021).
33. 1 2  « Les services chimiques français dans l'entre-deux guerres -  Un bref aperçu de la question des gaz de combat pendant la campagne de 1939 - 1940 », sur guerredesgaz.fr (consulté le 23 décembre 2021).
34. ↑  Gérard Magné, Michèle Caminade, Éliane Dhieux, Robert Dorange, Serge Hirondelle, Marie-Louis Larnaudie, Olivier Raynal, Carmen Lacombe et Sarah Boscus, Espédaillac : village des Causses du Quercy : histoire & patrimoine, Édicausse, juin 2021 (ISBN 978-2-917626-23-8 et 2-917626-23-2, OCLC 1263218175), p. 59-60
35. ↑  « Durbans. Du gaz moutarde enfoui sous le causse », sur ladepeche.fr (consulté le 23 décembre 2021).
36. ↑  « Les maires de Durbans », sur Site francegenweb, 19 février 2011 (consulté le 26 novembre 2016).
37. ↑  L'organisation du recensement, sur insee.fr.
38. ↑  Calendrier départemental des recensements, sur insee.fr.
39. ↑  Des villages de Cassini aux communes d'aujourd'hui sur le site de l'École des hautes études en sciences sociales.
40. ↑  Fiches Insee - Populations de référence de la commune pour les années 2006, 2007, 2008, 2009, 2010, 2011, 2012, 2013, 2014, 2015, 2016, 2017, 2018, 2019, 2020, 2021 et 2022.
41. ↑  « Les régions agricoles (RA), petites régions agricoles(PRA) - Année de référence : 2017 », sur agreste.agriculture.gouv.fr (consulté le 14 février 2022).
42. ↑  Présentation des premiers résultats du recensement agricole 2020, Ministère de l’agriculture et de l’alimentation, 10 décembre 2021
43. 1 2  « Fiche de recensement agricole - Exploitations ayant leur siège dans la commune de Durbans - Données générales », sur recensement-agricole.agriculture.gouv.fr (consulté le 14 février 2022).
44. ↑  « Fiche de recensement agricole - Exploitations ayant leur siège dans le département du Lot » (consulté le 14 février 2022).
45. ↑  http://laforest.mireille.free.fr/chapelles/46-lot-chapelles.htm La Chapelle Notre-Dame-de-l'Assomption au hameau du Cornouiller
46. ↑  « Site archéologique du dolmen de Peyre de l'Homme, aux Combarols », notice no PA46000048, sur la plateforme ouverte du patrimoine, base Mérimée, ministère français de la Culture, consulté le 20 juillet 2017.
47. ↑  « Site archéologique du dolmen des Roques n° 2 », notice no PA46000053, sur la plateforme ouverte du patrimoine, base Mérimée, ministère français de la Culture, consulté le 20 juillet 2017.
48. ↑  Jean Clottes, « Les dolmens du Lot : réutilisations et destructions à l'époque moderne », Bulletin de la Société préhistorique de France, vol. Tome 60, Fascicule 7/8,‎ 1963, p. 438-439 (JSTOR 27915885, lire en ligne)